# Ономатопея
Ономатопея (на гръцки: ονοματοποιΐα; в българската литературна терминология е позната и като звукоподражателна дума) е дума, или съчетание от думи, за интерпретиране на звуци от всякакво естество, като най-често обозначава думи, с които се представя даден издаден звук от естествен, а понякога и изкуствен произход. Като част на речта в българския език в изречения ономатопеята обикновено изпълнява синтактичната функция на междуметие.
Примери за ономатопея (звукоподражателни) в българския език:
- звук от часовник (тик-так);
- звук от звънци, камбани и т.н. (зън-зън, бзън, тин-тан и т.н.)
- звук от кихане (апчих и т.н.);
- звук за излизането на пушек от комин на влак (пуф-паф);
- звуци за удар(и) върху твърда повърхност (бум, прас, тряс, бум-бам и т.н.);
- звуци, издавани от различни видове животни (от птици (чик-чирик и т.н.), от кучета, вълци и т.н. (бау, уаф-уаф и т.н.) от котки и коткоподобни (мяу, хссс и т.н.)), и други.

Ономатопеите (звукоподражателните) са различни в различните естествени езици, като при генетично близки езици от общи езикови семейства често съществуват общи (еднакви) или подобни (близки) по звучене и/или изписване ономатопеи.